# Федеральная администрация чрезвычайной помощи
Федеральная администрация чрезвычайной помощи (также Федеральная администрация по оказанию чрезвычайной помощи или Чрезвычайная федеральная администрация помощи; англ. Federal Emergency Relief Administration, FERA или ФЕРА) — американский орган федеральной власти, учрежденным президентом США Франклином Рузвельтом в период Нового курса, в мае 1933 года; главой администрации являлся Гарри Хопкинс. Наряду с Гражданским корпусом охраны окружающей среды (CCC) являлась первым проектом масштабной правительственной помощи по выходу из Великой депрессии; в 1935 году была заменена Управлением промышленно-строительными работами общественного назначения (WPA).